# Jardin May-Picqueray
Le jardin May-Picqueray, est un espace vert du 11e arrondissement de Paris, en France.

## Situation et accès
Il se situe sur le boulevard Richard-Lenoir, en face de la salle de spectacle du Bataclan.
Il est desservi par la ligne 9 à la station Saint-Ambroise.

## Origine du nom
Le nom de ce jardin rend hommage à Marie-Jeanne Picqueray (1898-1983), militante anarcho-syndicaliste et antimilitariste libertaire, qui fonda le journal Le Réfractaire.

## Historique
Créé en 1920, le jardin fait partie d'une suite d'espaces verts ouverts ou fermés formant le square Richard-Lenoir, construite sur les voûtes datant de l'époque haussmanienne. Les aménagements les plus récents ont été conçus pour évoquer l'existence, sous les pavés, du canal Saint-Martin.
Anciennement désigné sous le nom de square du Bataclan, en raison de la proximité avec la salle de spectacle, le jardin prend sa dénomination actuelle en 2005.